# C'est pas moi !
Pour le film réalisé par Leos Carax, voir C'est pas moi (film).
 (octobre 2013).
Si vous disposez d'ouvrages ou d'articles de référence ou si vous connaissez des sites web de qualité traitant du thème abordé ici, merci de compléter l'article en donnant les références utiles à sa vérifiabilité et en les liant à la section « Notes et références ».
C'est pas moi ! (I Didn't Do It) est une série télévisée américaine en 39 épisodes de 23 minutes créée par Tom Himmel et Josh Silverstein, produite par It's a Laugh Productions et diffusée entre le 17 janvier 2014 et le 16 octobre 2015 sur Disney Channel et depuis le 1er septembre 2015 sur Disney Channel Canada au Canada.
En France, Suisse et Belgique, la série est diffusée depuis le 22 avril 2014 sur Disney Channel France. Au Québec, elle est diffusée depuis le 1er septembre 2015 sur La Chaîne Disney.

## Synopsis
Lindy et Logan (Olivia Holt et Austin North), des jumeaux qui se chamaillent pour la moindre raison, rentrent au lycée avec leurs meilleurs amis, Jasmine, Garrett et Delia (Piper Curda, Peyton Clark et Sarah Gilman). C'est l'occasion de s'attarder sur cet univers si particulier en redécouvrant les pérégrinations des jumeaux sur les bancs d'école à travers des flashbacks.

## Distribution

### Acteurs principaux
- Olivia Holt (VFB : Claire Tefnin) : Lindy Watson
- Austin North (VFB : Gauthier de Fauconval) : Logan Watson
- Piper Curda (VFB : Delphine Moriau) : Jasmine Kang
- Peyton Clark (VFB : Alexandre Crépet) : Garrett Spenger
- Sarah Gilman (VFB : Delphine Chauvier) : Delia Delfano

### Acteurs récurrents
- Claire Beale : Lindy Watson (jeune)
- Max Page : Logan Watson (jeune)
- Saylor Curda : Jasmine Kang (jeune)
- Jake Brennan : Garrett Spenger (jeune)
- Georgia Cook : Delia Delfano (jeune)
- Matt Champagne (VFB : Tony Beck) : Bob Watson
- Alex Kapp Horner (VFB : Bernadette Mouzon) : Nora Watson
- Alan Chow : DeeJay (Saison 2)
- Larry Joe Campbell (VFB : Martin Spinhayer) : Doug Peterman (saison 1, épisodes 1 & 11)
- Karen Malina White : Betty Le Neu  (V.O.: Betty LeBow, Saison 2)
- Theodore Barnes : Kevin Le Neu (V.O.: Kevin LeBow, neveu de Betty, Saison 2)
- Reed Alvarado : Owen (Saison 2)
- Jonathon McClendon : Brandon (Saison 2)
- Zoe Pessin : Aubrey  (Saison 2)

### Invités
- Felix Avitia : Rusty (saison 1 épisode 14)
- Tristen Bankston : Steve (saison 1 épisode 8)
- David Barrera : Officier Rivera (saison 1 épisode 14)
- Daphne Blunt : McKylie (saison 1 épisode 21)
- Garrett Boyd : Zach (saison 1 épisode 17)
- Chad James Buchanan (VFB : Olivier Prémel) : Seth Wall (saison 1 épisode 1)
- Sedona Cohen : Haley (saison 1 épisode 11)
- Christopher Darga (VFB : Patrick Waleffe) : Le pompier Freddy (saison 1 épisode 2)
- Matthew J. Evans : Ross (saison 1 épisode 14)
- Pappy Faulkner : Kyle (saison 1 épisode 2)
- Barry Finkel : M. Applebaum (saison 1 épisode 8)
- Dawson Fletcher : Dave (saison 1 épisode 14)
- Lukas Gage : Guy (saison 1 épisode 18)
- Beth Grant : Judy Tanzer-Dinkins (saison 1 épisode 9)
- Bonnie Hellman : Mme Babcock (saison 1 épisode 4)
- Genevieve Helm : Carmen (saison 1 épisode 21)
- Alice Hunter : McKayla Barnes (saison 1 épisode 16)
- Wesam Keesh : Cole (saison 1 épisode 6)
- Seana Kofoed : Leanne Park (saison 1 épisode 12)
- Michael Lanahan : M. Clark (saison 1 épisode 16)
- Savannah Lathem : Danica (saison 1 épisode 19)
- Peyton Roi List (VFB : Sophie Frison) : Sherri (saison 1 épisode 8)
- Karen McClain : Dr Lommen (saison 1 épisode 9)
- Raymon Nijjar : Raj (saison 1 épisode 1)
- Raymond Ochoa : Zane (saison 1 épisode 11)
- Cameron Palatas : Tom Bigham (saison 1 épisode 3)
- Angela Paton : Mme Klasby (saison 1 épisode 1)
- Tyler Peterson : Dwight (saison 1 épisode 21)
- Nicholas Podany : Max (saison 1 épisode 5)
- Alyssa Preston : Mona (saison 1 épisode 2)
- Kendall Ryan Sanders : Louie (saison 1 épisode 19)
- Scott Shilstone : Dave Bixby (saison 1 épisode 8)
- Elizabeth Stocks : Nancy (saison 1 épisode 6)
- Lauryn Story : Candy (saison 1 épisode 17)
- Katherine Von Till : Dr Denise Malloy (saison 1 épisode 12)
- Robert Scott Wilson : Dash (saison 1 épisode 7)
- Bradley Steven Perry (VFB : Maxym Anciaux)  : Dr Scott Gabriel (saison 2 épisode 17)
- Patricia Belcher (VFB : Nathalie Hons)  : Candy, l'assistante du Dr Scott Gabriel (saison 2 épisode 17)

### Personnages
- Olivia Holt dans le rôle de Lindy Watson, une adolescente geek, ringarde, paria et athlétique. Elle entre au lycée avec un

tout nouveau look avec sa meilleure amie(jasmine) qui lui montre comment être à la mode, devenir une nouvelle fille. Dans "Dance Fever", son ennemi juré est une fille nommée Sherri (Peyton Roi List) et le flashback montre également qu'elle a eu une scolarité parfaite pendant huit ans sans manquer l'école. Dans "Snow Problem", il est révélé que Lindy est une bonne snowboardeuse. Lindy est parfois utilisé comme une personne de confiance par ses amis quand ils demandez à leurs parents s'ils peuvent aller dans un lieu. Dans l'épisode "Fireman Freddy's Spaghetti Station", il est montré qu'elle aime les gens isolés, bien qu'au début, elle le nie.
- Piper Curda dans le rôle de Jasmine Kang, intelligente, audacieuse et avant-gardiste adolescent. Elle est aussi toujours

soutien à ses quatre meilleurs amis. Une fashionista depuis la troisième, Jasmine prospère avec de bonnes notes, faire des farces audacieuses et avoir la tenue parfaite pour tous occasion. Dans" Lindy Nose Best", Jasmine a développé des sentiments
pour Logan et l'a presque admise sentiments à Logan avant qu'il ne lui dise
qu'il allait au cinéma avec Jenna. Dans " Sommeil Partagé!", elle a continué à se concentrer sur elle béguin pour Logan quand c'était elle tournez-vous pour parler des garçons. Jasmine est montré pour être très sensible au cœur, considérant qu'elle a presque pleuré Logan quand il est revenu avec Erin dans " Logan Découvre!" Il a également été révélé que Jasmine a aimé Logan pendant environ un an. Finalement, Logan et Jasmine admettre leurs sentiments l'un pour l'autre et devenir un couple dans "Les Sauveteurs". Jasmine et Logan finissent ensemble après qu'elle l'ait choisi au-dessus d'Owen.

## Production
Le pilote a été annoncé en novembre 2012 et a commencé la production en janvier 2013. Il a été ramassé le 18 juin 2013 et la production a commencé à l'été 2013,,,.

## Épisodes
| Saison | Saison | Épisodes | États-Unis      | États-Unis      | France        | France           |
| Saison | Saison | Épisodes | Début           | Fin             | Début         | Fin              |
| ------ | ------ | -------- | --------------- | --------------- | ------------- | ---------------- |
|        | 1      | 20       | 17 janvier 2014 | 7 décembre 2014 | 22 avril 2014 | 13 décembre 2014 |
|        | 2      | 19       | 15 février 2015 | 16 octobre 2015 | 2 mai 2015    | novembre 2015    |

### Première saison (2014)
Le tournage de la première saison a débuté en décembre 2013.
| №  | #  | Titre français                            | Titre original                       | Diffusion française | Diffusion originale | Code prod. |
| -- | -- | ----------------------------------------- | ------------------------------------ | ------------------- | ------------------- | ---------- |
| 1  | 1  | Une soirée épique                         | The Pilot                            | 22 avril 2014       | 17 janvier 2014     | 101        |
| 2  | 2  | La caserne de pompier de Freddy Spaghetti | Fireman Freddy's Spaghetti Station   | 21 mai 2014         | 26 janvier 2014     | 104        |
| 3  | 3  | Le nouveau de la bande                    | The New Guy                          | 14 mai 2014         | 9 février 2014      | 103        |
| 4  | 4  | Lettre à moi-même !                       | Dear High School Self                | 14 mai 2014         | 16 février 2014     | 102        |
| 5  | 5  | Mangez des légumes                        | If It Tastes Like a Brussels Sprout  | 4 juin 2014         | 9 mars 2014         | 106        |
| 6  | 6  | Lindy-Licieux                             | Lindylicious                         | 28 mai 2014         | 16 mars 2014        | 105        |
| 7  | 7  | Un week-end à la montagne                 | Snow Problem                         | 2014                | 6 avril 2014        | 107        |
| 8  | 8  | La fièvre du samedi soir                  | Dance Fever                          | 11 juin 2014        | 13 avril 2014       | 111        |
| 9  | 9  | Le secret de Néfertiti                    | Now Museum, Now You Don't            | 6 septembre 2014    | 4 mai 2014          | 108        |
| 10 | 10 | La niche de la Maison-Blanche             | In the Doghouse with the White House | 13 septembre 2014   | 22 juin 2014        | 115        |
| 11 | 11 | La vie sans téléphone                     | Phone Challenge                      | 20 septembre 2014   | 29 juin 2014        | 109        |
| 12 | 12 | Des jumeaux à la jumelle                  | Twin It To Win It                    | 27 septembre 2014   | 13 juillet 2014     | 110        |
| 13 | 13 | Le Petit Ami Venu D'ailleurs              | Earth Boys Are Icky                  | 25 octobre 2014     | 27 juillet 2014     | 119        |
| 14 | 14 | Lindy sait tout                           | Lindy Nose Best                      | 4 octobre 2014      | 10 août 2014        | 112        |
| 15 | 15 | Autographe                                | Ball or Nothing                      | 1er novembre 2014   | 24 août 2014        | 118        |
| 16 | 16 | La course de charité                      | Logan's Run                          | 11 octobre 2014     | 21 septembre 2014   | 113        |
| 17 | 17 | La fin du monde                           | Bad News                             | 8 novembre 2014     | 28 septembre 2014   | 117        |
| 18 | 18 | La magie d'Halloween                      | Next of Pumpkin                      | 18 octobre 2014     | 5 octobre 2014      | 120        |
| 19 | 19 | Le voleur de bicyclette                   | Bicycle Thief                        | 15 novembre 2014    | 2 novembre 2014     | 114        |
| 20 | 20 | Joyeux Noël, Lindy                        | Merry Miss Sis                       | 13 décembre 2014    | 7 décembre 2014     | 116        |

### Deuxième saison (2015)
Le 3 juillet 2014, la série a été renouvelée pour une deuxième saison diffusée à partir du 15 février 2015.
1. Pyjama Partie (Sluber Partay)
2. Les obstacles à l'amour (The Not so Secret Lives of Mosquitos and Muskrats)
3. Chien, Mode et Jus de fruits (Lindy Goes to the Dogs)
4. Le Théâtre de l'amour (Logan Finds Out)
5. Delia la psychologue (Get Psyched)
6. Une après-midi de chien (Dog Dates Afternoon)
7. Lindy plait à Stevie (Stevie likes Lindy)
8. Lindy journaliste (Food Fight)
9. Le Bal du lycée (Falling for Who ?)
10. Lindy et Logan fêtent leur seize ans ! (Lindy and Logan's Brrrrthday!)
11. Allez les filles (Cheer Up Girls)
12. Lindy intermédiaire (Lindy in the Middle)
13. Élémentaire mon cher Watson (Elementary, My Dear Watson)
14. Lindy transforme Garrett (Lindy Breaks Garrett)
15. Papa chien (Doggie Daddy)
16. Tous en scène (Drum Beats, Hearts Beats)
17. Le docteur est là ! (The Doctor Is In)
18. La Nuit d'Halloween (Bite Club)
19. Les Sauveteurs (The Rescuers)

## Audiences
| Saison | Épisodes | Lancement         | Lancement       | Fin de saison   | Fin de saison   | Moyenne des télespectateurs |
| Saison | Épisodes | Date de diffusion | Téléspectateurs | Date            | Téléspectateurs | Moyenne des télespectateurs |
| ------ | -------- | ----------------- | --------------- | --------------- | --------------- | --------------------------- |
| 1      | 20       | 17 janvier 2014   | 3 890 000       | 7 décembre 2014 | 2 050 000       | 2 240 000                   |
| 2      | 19       | 15 février 2015   | 2 460 000       | 16 octobre 2015 | 2 260 000       | 1 910 000                   |